# 바버라 부시
바버라 부시(영어: Barbara Bush, 혼전 성씨: 피어스(Pierce), 1925년 6월 8일 ~ 2018년 4월 17일)는 미국의 제41대 대통령인 조지 H. W. 부시의 부인이다. 1989년부터 1993년까지 영부인 직을 수행했다. 미국의 제43대 대통령인 조지 W. 부시의 모친이기도 하다.

## 생애

### 어린 시절
뉴욕 맨해튼에서 태어났다. 그녀의 모친 폴린 피어스는 오하이오주 대법원 재판관의 딸이었고, 가든 클럽 어브 아메리카의 의장으로서 환경 노력의 성과에 봉납되었다.
부친 마빈 피어스는 14대 대통령 프랭클린 피어스의 먼 자손이었고 잘 알려진 잡지 매콜스와 레드북을 발간한 매콜 주식회사의 사장이었다. 뉴욕주 라이의 변두리 공동체의 성공회 집안에서 자라온 바버라는 책을 읽는 것을 좋아하는 발랄하고 재치있는 소녀였다. 그녀는 1940년 사우스캐롤라이나주 찰스턴에 있는 기숙사 학교 애슐리홀로 가기 전에 라이의 밀턴 공립 학교와 라이 컨트리 데이 학교에서 초기 교육을 받았다.

### 조지 H. W. 부시와 가족

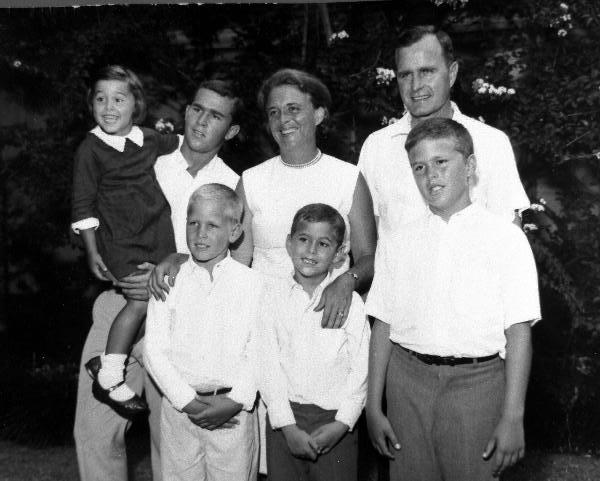
1960년대 중반의 부시 가족. 뒷줄 중앙이 바버라 여사

1941년 크리스마스 휴식에 기숙사 학교로부터 고향에 있는 동안 16세의 바버라는 매사추세츠주 앤도버에서 필립스 아카데미의 17세 선배인 훗날의 남편 조지 H. W. 부시를 만났다. 조지는 제2차 세계 대전 중 미국 해군의 전투기 조종사로 복무하였다. 둘은 1945년 1월에 결혼하였다.
전쟁이 끝난 후 새롭게 결혼한 부시 부부는 조지가 예일 대학교에서 신입생으로 등록한 코네티컷주 뉴헤이븐으로 이주하였다. 부부의 첫 자녀, 또한 훗날의 대통령인 조지 W. 부시가 1946년에 태어났다. 조지 1세는 1948년 대학을 졸업한 후 석유 비지니스에 들어갔고 가족을 텍사스주와 캘리포니아주로 이주시켰다. 1949년 바버라의 부친이 자동차 사고에 연루되어 모친이 사망한 일이 생겼다. 그녀가 임신한 이래 바버라는 캘리포니아 주로부터 모친의 장례식으로 여행을 떠나지 말라는 조언을 받았고 사건은 오래간 상처를 남겼다. 3달 후, 부시 부부는 둘째 자녀를 두었는데 바버라의 사망한 모친을 명예를 가려 폴린 로빈슨이라고 이름을 지었다. 1953년 10월 "로빈"이라고 별명이 붙은 이 딸이 백혈병으로 사망하여 부시 부부를 압도하였다.
셋째 자녀 젭은 로빈이 사망하기 몇 달전에 태어났다. 바버라는 이후 아들 닐 맬런 부시(1955년생)와 마빈 피어스 부시(1956년생), 딸 도로시 워커 부시(1959년생)를 낳았다. 바버라 여사는 YMCA 같은 기구들을 지원하는 동안 다음 2개의 10년 세월을 아내와 모친으로서 봉납하였다. 부시 부부는 결국적으로 조지 1세가 석유 산업에서 성공을 찾은 텍사스주 미들랜드에 정착하였다. 바버라는 또한 남편의 선거 운동에 참가하면서 공화당 정치에서 그의 싹트기 시작한 경력을 도우기도 하였다. 1966년 그녀의 남편은 처음으로 미국 의회에 선출되었고 이듬해 부시 가족은 워싱턴 D. C.로 이주하였다.

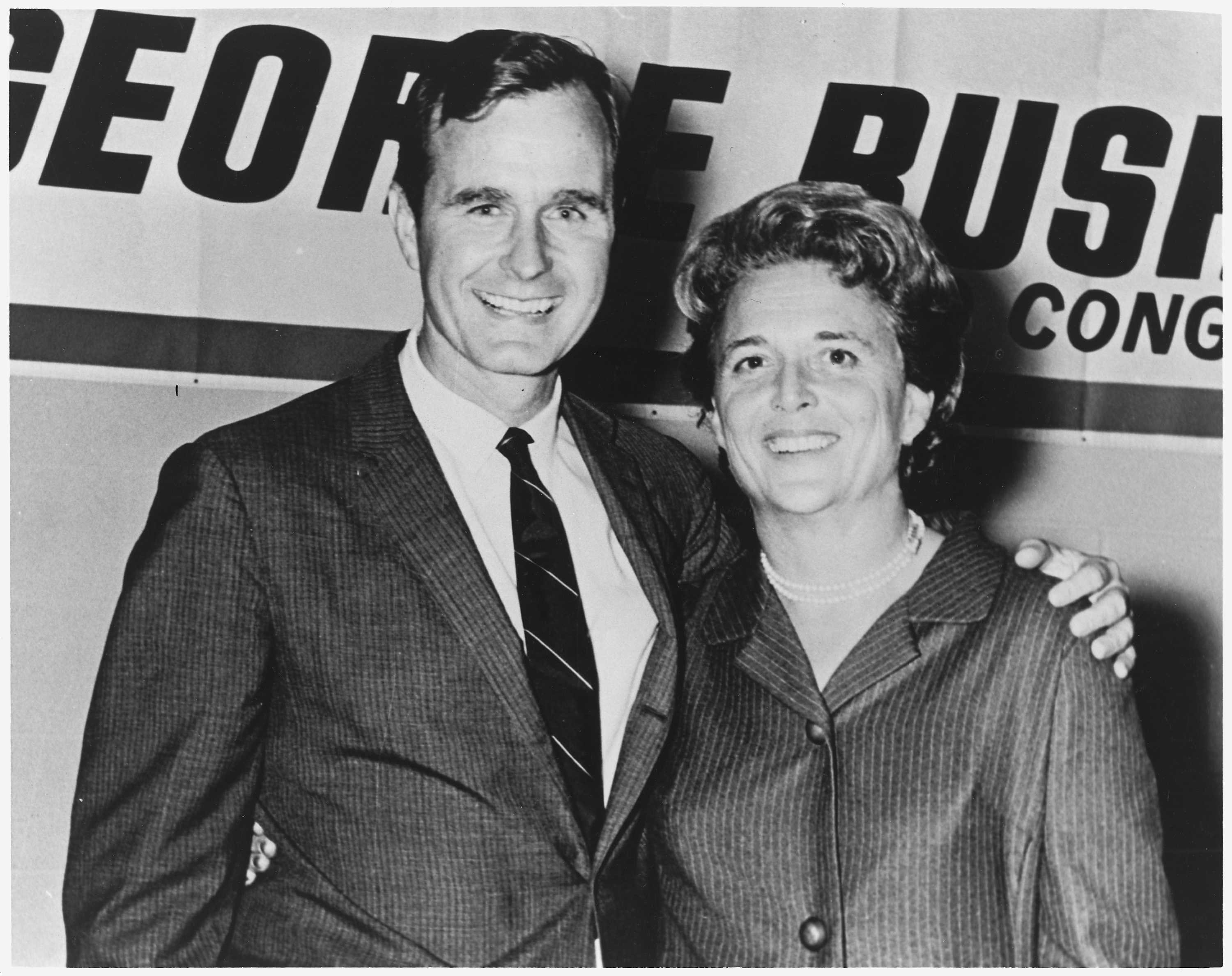
부시가 1966년 미국 의회에 선출될 때 휴스턴에서 축하를 벌이는 부시 부부

### 정치적 부인
1970년 리처드 닉슨 대통령은 조지 H. W. 부시에게 하원의 의석을 포기하고 텍사스 주에서 상원을 위하여 나가는 데 의문하였다. 부시는 텍사스주 상원 선거에서 로이드 벤트슨에게 패하였다. 조지가 성공적으로 닉슨이 자신을 유엔 주재 미국 대사로 임명하는 데 압력을 가한 후 부시 가족은 뉴욕의 유명한 월도프 애스터리아 호텔로 이주해 들어갔다. 거기서 바버라 여사의 사회적 여유와 환대에서 실력은 그녀를 외국인 고위 인사들과 인기있게 만들었다.
1973년 워터게이트 사건이 국가를 끌어당기면서 닉슨 대통령은 조지 H. W. 부시에게 유엔 대사직을 떠나고 공화국 국립 위원회를 차지하도록 의문하였다. 바버라는 닉슨 행정부가 남편의 경력을 손해시킬 것 같은 근심에 놓였다. 1974년 8월 닉슨은 망신에 사임을 하고 제럴드 포드가 그의 뒤를 이어 대통령에 취임하였다. 몇몇의 외교적 지위들이 주어진 조지는 중공에 있는 미국 연락국의 국장으로 지위를 선택하였다. 중공에서 바버라 여사는 문화에서 자신을 몰두시키고 언어를 공부하였으나 가족이 거기 머무는 데 오래가지 않았다. 1975년 포드 대통령은 조지에게 돌아와 워터게이트 사건과 베트남 전쟁에 그 연루를 위하여 가열된 중앙정보부의 국장이 되는 데 의문하였다. 바버라 여사는 또다시 그 지위가 정치에서 남편의 미래를 방해할 수 있는 근심에 놓이기 시작하였다.
중앙정보부에서 조지의 복무와 자식들의 멀리 학교에 있는 동안 바버라는 우울증에 빠졌다. 그녀는 자신의 컨디션을 자신에 두고 의료적 도움을 찾지 않았다. 하지만 경험은 그녀에게 정신적 건강 논점을 위한 거대한 이해와 동정심을 주었다. 조지가 1979년 백악관을 위하여 나가는 데 결정할 때 바버라는 투표인들과 종사하는 선거 운동에 돌아왔다. 말기에 부시 진영은 로널드 레이건에 의하여 얻어진 추진력을 차지할 수 없었으나 후보직은 1980년 압도적 승리를 거둔 공화당의 공천 후보에 조지를 레이건의 부통령 러닝메이트로 선택하였다.

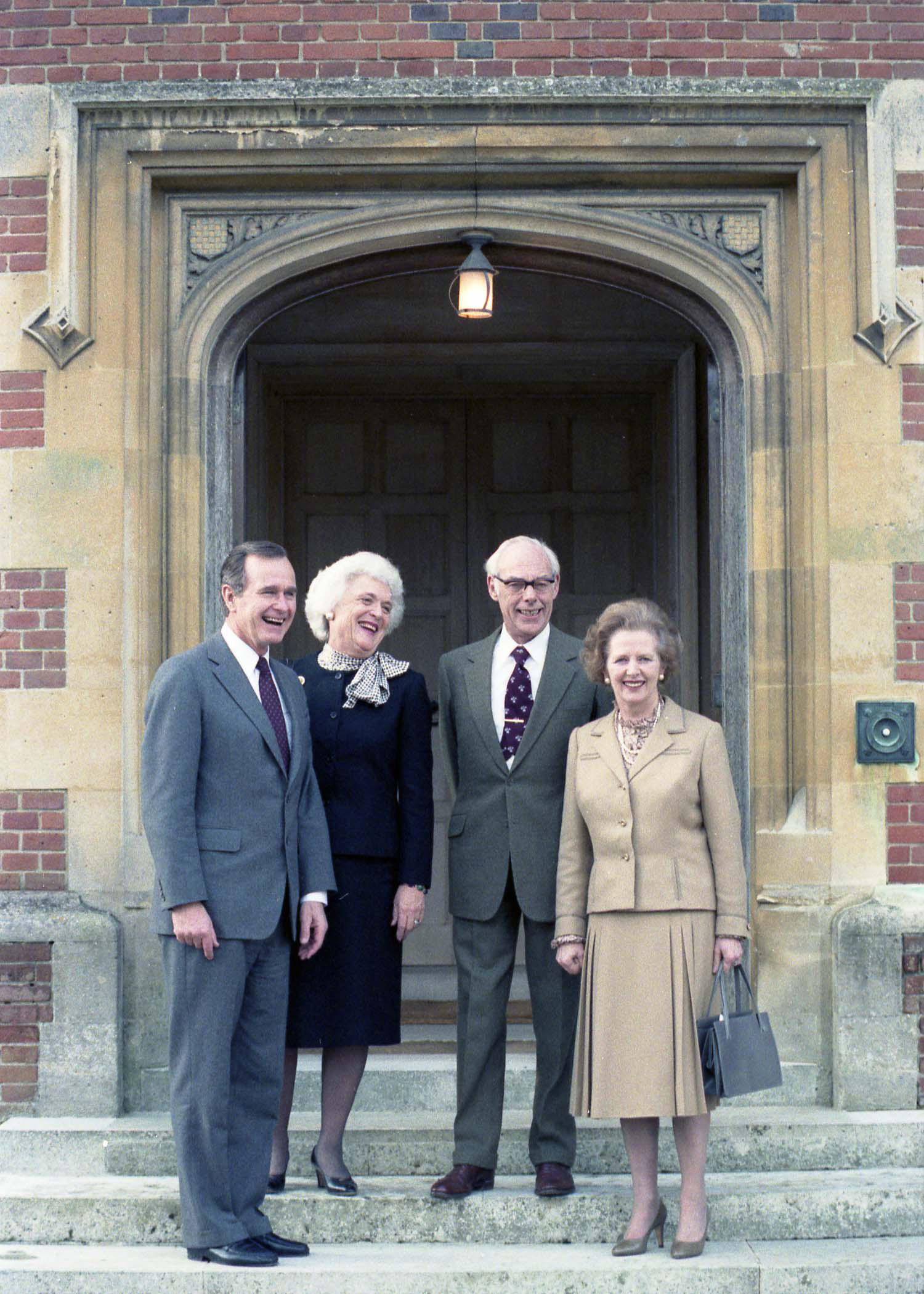
마거릿 대처 내외와 함께 한 부시 부통령 부부

### 영부인과 그 범위를 넘어서
정치적 랭킹을 지나 떠오른 후, 조지 H. W. 부시는 1981년 1월 로널드 레이건 대통령 아래 부통령이 되었다. 세컨드 레이디로서 바버라 여사는 해외로 미국의 이익들을 대표하는 데 수억 마일을 달리고 외국의 국가 원수들과 오래가는 우정을 안출하였다. 이 시기 동안에 그녀의 인기는 솟아올랐고 아들 닐의 독서 장애에 의하여 일부에서 동기가 주어진 그녀는 거기에 자신을 봉납하였다. 그녀는 어린이와 성인의 문맹의 논점에 자신을 교육시키는 것에 대하여 세우고 이 원인을 위하여 주창하는 몇몇의 기구들과 활동적으로 연루있게 되었다.
레이건의 부통령으로서 2개의 기간들을 지낸 후, 조지 H. W. 부시는 대통령직을 위하여 두번째로 나가는 데 착수하였다. 그는 곤란한 선거 운동을 나가 결국적으로 자신의 민주당 상대 후보 마이클 듀카키스를 꺾었다. 1989년 1월 그는 미국의 41대 대통령으로서 선서하였다. 영부인으로서 바버라 여사는 남편의 취임식 무도회에서 신을 29 달러의 구두 한짝을 매입한 자신의 전임자 낸시 레이건 여사보다 더욱 적은 중요성을 유행에 놓았다. 자신의 다수적의 끈 목걸이를 걸기로 알려진 영부인 바버라 여사는 저명한 패션 디자이너 아널드 스카시가 그녀 자신의 실습적 스타일을 이애한 이유로 그녀의 공식적 의상을 위하여 그에게 방향을 바꾸었다.

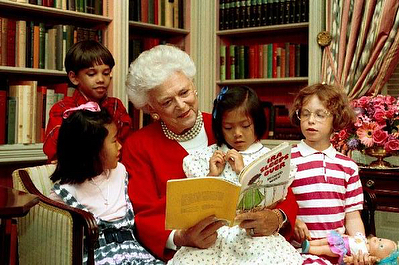
어린이들에게 책을 읽어주는 바버라 여사

백악관으로 이주한 동년에 바버라 여사는 그레이브스병과 진단되었다. 그녀는 컨디션의 영향들을 적게 하는 데 방사선 치료를 통하였으나 바버라 여사의 진단은 공공적 서비스로 그녀의 위임을 단념시키는 데 실패하였다. 그녀는 미국 전역을 가로질러 책을 읽는 실력들을 부모와 어린이들 둘다에게 가르치는 데 성원하는 기구 바버라 부시 식자 재단을 시작하였다.
백악관에서 부시의 세월은 진행 중의 국제적 소란은 물론 냉전의 종식과 함께 세계에서 승리적인 변화를 볼 수 있었다. 1989년 미국은 파나마를 침공하여 독재가 마누엘 노리에가를 체포하였다. 1990년 8월 부시 대통령은 사막의 폭풍 작전을 발포하고 이라크의 쿠웨이트 침공에 맞서는 데 34개의 연합국을 집합시키기 시작하였다. 그해 11월 부시 부부는 작전에 복무하는 수천명의 미군을 방문하는 데 사우디아라비아에서 감사의 기도를 드리며 보냈다.

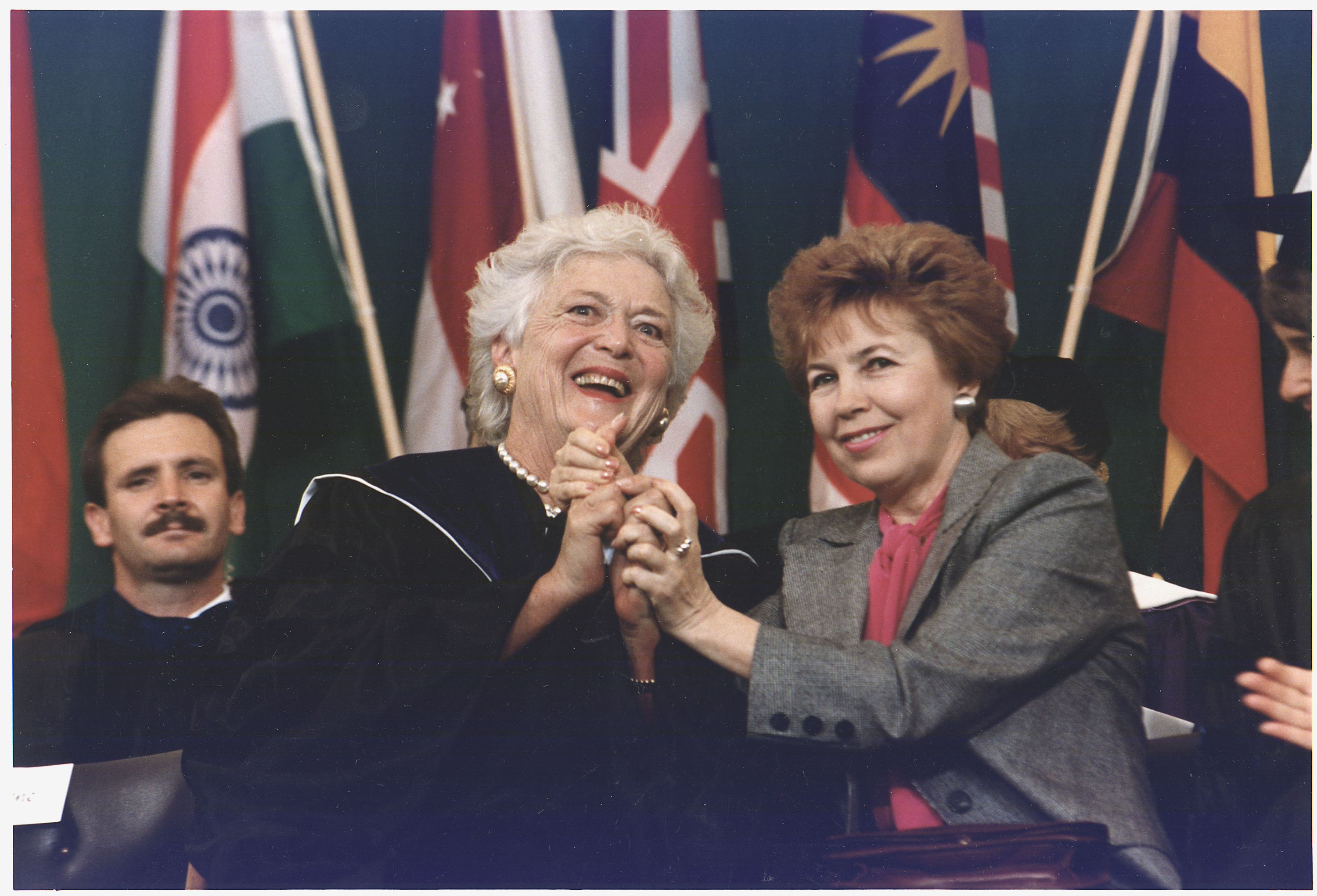
웰즐리 대학교에서 고르바초프의 부인 라이사 여사와 함께

1991년 1월에 발포된 걸프 전쟁은 연합군과 부시 행정부의 승리로서 환호하며 맞아졌다. 바버라 여사는 남편의 인기와 군인들이 따뜻한 환영으로 귀국하면서 2번째 기간이 치솟는 번영을 보아왔다. 1992년 미국은 경제 위기를 겪고 부시 행정부를 위한 성원은 폭락하였다. 그 동안에 젊은 빌 클린턴이 투표인들의 상상과 선거 인단에서 추진력을 사로잡은 것으로 보였다. 그해 11월 클린턴이 부시를 꺾고 1993년 1월 부시 부부는 워싱턴 D. C.에 작별하고 텍사스 주로 돌아왔다.
자신의 백악관 세월 후 바버라 여사는 공공적 서비스로 자신의 봉납을 다시 2배로 하였다. 그녀는 자신의 위탁을 식자 프로젝트들로 지속적으로 하여 원인을 위하여 수백만 달러를 모았으나 아들 조지 W. 부시가 텍사스 주지사로서 그의 2번째 기간을 이기고 젭이 플로리다주지사로 선출되면서 1998년 주요 정치적 복귀를 만든 자신의 가족과 함께 더많은 시간을 보낼 수 있었다.

### 가족 유산
2000년 조지 W. 부시는 자신의 부친의 선례를 따르고 대통령으로 선출되었다. 2004년 그는 2번째 기간을 위하여 재선되었다. 또한 바버라 여사는 2012년 미국 대통령 선거가 있는 동안 밋 롬니의 선거 운동과 2016년 공화당 대통령 후보 지명을 위한 입찰을 위하여 성원을 마련하기도 하였다. 텍사스주 휴스턴과 메인주 케네벙크포트에 있는 여름 별장에서 남편과 살아 온 전 영부인은 아메리케어스를 위한 특사를 지내는 동안 바버라 부시 식자 재단에서 활동적으로 남았다.

### 손주들
바버라 부시 여사는 쌍둥이 손녀 바버라와 제나(조지 W.와 로라 부시로부터), 조지, 노엘과 존 엘리스(젭 부시로부터)와 로런(닐 부시로부터)을 포함한 17명의 손주들을 두었다.

### 이후의 세월과 사망
2017년 1월 14일 바버라의 남편 조지는 폐렴으로부터 막아진 급성의 호흡 문제를 겪어 입원하였다. 4일 후, 바버라 여사는 피로와 기침을 겪은 후 입원하고 1월 23일에 퇴원하였다. 남편은 1월 30일에 퇴원하였으며 며칠 후, 고향 휴스턴에서 원상복귀한 부시 부부는 NRG 스타디움에서 열린 수퍼볼에 참석하였다. 경기가 시작되기 전에 전직 대통령이 동전을 던질 때 부부는 관중들에 의하여 응원을 받았다.
2018년 4월 17일 휴스턴에서 향년 92세의 나이에 노환으로 타계했다.